# Whitesnake's Greatest Hits
Whitesnake's Greatest Hits kompilacijski je album engleskog hard rock sastava Whitesnake, objavljen u srpnju 1994. godine. Na njemu se nalaze hit singlovi s prijašnjih albuma, Slide It In, Whitesnake i Slip of the Tongue, kao i tri skladbe koje do tada nisu bile objavljenje na SAD tržištu.

## Popis pjesama
1. "Still of the Night"
2. "Here I Go Again" (Radio mix - 1987)
3. "Is This Love"
4. "Love Ain't No Stranger"
5. "Looking for Love"
6. "Now You're Gone"
7. "Slide It In"
8. "Slow an' Easy"
9. "Judgement Day"
10. "You're Gonna Break My Heart Again"
11. "The Deeper the Love"
12. "Crying in the Rain" (verzija iz 1987)
13. "Fool for Your Loving" (verzija iz 1989)
14. "Sweet Lady Luck"